# Joachim Zünder
Joachim Zünder (* 1956 in Troisdorf, Rheinland) ist ein deutscher Schriftsteller. 

## Leben und Werk
Nach dem Abitur studierte Joachim Zünder zunächst Biochemie an der Freien Universität Berlin und arbeitete als Chemielaborant. Anschließend unternahm er ausgedehnte Reisen, in erster Linie nach Nordeuropa und lebte über viele Jahre bis 1999 an wechselnden Orten im In- und Ausland. Zünder verfasst in erster Linie Gedichte, die in Literaturzeitschriften wie Akzente, Signum, Sprache im technischen Zeitalter veröffentlicht wurden. Er debütierte 1985 mit dem Gedichtband Die Neigung der Nacht ins Gegenverständnis. 2011 gründete er in Berlin zusammen mit Sandra Schaab den Independent-Verlag Kaamos Press.
Joachim Zünder lebt in Berlin.

## Einzeltitel
- Rauchgeister, Gedichte, Berlin 2011.
- Skizzen von einer Reise durch den Schlauch, Gedichte, Weilerswist 1996.
- Die Neigung der Nacht ins Gegenverständnis, Gedichte, Hamburg 1985.